# Flatholmen (Risør)
Die Flatholmen sind eine aus drei Inseln bestehende, zusammen etwa 26 Hektar große Inselgruppe am äußeren Rand der sogenannten Skjærgård in Risør (Süd-Norwegen).

## Sonstiges
Die drei Inseln verfügen zusammen über ungefähr einen Kilometer Strand, der bis jetzt unter das sogenannte Friluftslivloven (ungefähr Freiluftlebensgesetz) gefallen ist. Laut diesem Gesetz ist der Strand öffentlich und jeder darf ihn nutzen.
Bis 2008 war der Kriegsveteran Finn Sørensen Besitzer von Flatholmen, bevor es von Kronprinz Haakon und Kronprinzessin Mette-Marit für über 9 Millionen Kronen (ca. 1.135.000 €) gekauft wurde. Das Prinzenpaar wird höchstwahrscheinlich bei der Kommune in Risör eine Aufhebung des Friluftslivloven für die Inseln beantragen.